# Ugo Pignotti
Ugo Pignotti (Firenze, 1898. november 19. – Róma, 1989. január 7.) olimpiai és világbajnok olasz tőr- és kardvívó.